# Матилда Савойска
Матилда Савойска (на италиански: Matilde di Savoia; * ок. 1390; † 14 май 1438, Гермерсхайм) е княгиня на Ахая и чрез брак пфалцграфиня и курфюрстиня на Пфалц (1417 – 1436).

## Произход
Според френския историк Самюел Гишенон тя е дъщеря на Амадей Савойски-Ахая (* 1363, † 1402), господар на Пиемонт и титулярен княз на Ахая (1367 – 1402), и на съпругата му Катерина Женевска († 1407), графиня на Женева, сестра на антипапа Климент VII. Нейни дядо и баба по бащина линия са Жак Савойски-Ахая, господар на Пиемонт и княз на Ахая, и третата му съпруга Маргарита дьо Божьо, а по майчина – Хумберт I Виенски, барон дьо ла Тур дю Пен, дофин на Виен, граф на Албон, и Анна Бургундска, дофина на Виен и графиня на Албон, графиня на Гренобъл, Оазан, Бриансон, Амбрюн и Гап. Има три сестри:
- Бона (* 1390, † сл. 1392 като малка)
- Маргарита (* 1390 † 1464), маркграфиня на Монферат като съпруга на Теодор II, беатифицирана от папа Климент IX на 9 октомври 1669 г. като Блажената Маргарита Савойска
- Катерина (* 1400).

## Биография
На 7 май 1402г. губи баща си, който е наследен от неговия брат Лудвиг.
Застава до майка си Катерина в процеса, който води с други членове на семейството, за да се противопостави на продажбата на Графство Женева на нейния братовчед Амадей VIII Савойски, граф на Савоя. След смъртта ѝ през 1407 г. отстъпва правата си на графа, който през 1416 г. става първият херцог на Савоя.
Нейният чичо Лудвиг Савойски-Ахая урежда тя да се омъжи за пфалцграф и курфюрст Лудвиг III фон Пфалц от фамилията Вителсбахи. Брачният договор е от 30 ноември 1417 г. и на същия ден е сключен бракът ѝ в замъка в Пинероло. Лудвиг III, споменат и като херцог на Бавария, е син на пфалцграфа на Рейн и крал на Германия Рупрехт, и на Елизабет от Нюрнберг, имперска принцеса от династията Хоенцолерн.
Матилда овдовява през 1436 г. Тя умира в Гермерсхайм на 14 май 1438 г. на около 48-годишна възраст и е погребана в Църквата на Светия Дух (Heiliggeistkirche) в Хайделберг.

## Брак и потомство
∞ 30 ноември 1417 г. в Замъка в Пинероло за курфюрст Лудвиг III фон Пфалц (* 23 януари 1378; † 30 декември 1436, Хайделберг), син на курфюрста и римско-германски крал Рупрехт III и на бургграфиня Елизабет Хоенцолерн. Тя е втората му съпруга и има от него трима сина и две дъщери:
- Мехтхилд фон Пфалц (* 7 март 1419, замък на Хайделберг; † 22 август 1482, пак там), чрез бракове графиня на Вюртемберг,  съграфиня на Монбелияр, ерцхерцогиня на Австрия; ∞ 1. 21 октомври 1436 г. за граф Лудвиг I фон Вюртемберг-Урах (* 1412, † 1450), от когото има трима сина и две дъщери 2. 10 август 1452 г. за Албрехт VI (* 1418, † 1463), ерцхерцог на Австрия
- Лудвиг IV фон Пфалц (* 1 януари 1424, Хайделберг, † 13 август 1449, Вормс), пфалцграф и курфюрст на Пфалц (1436 – 1449), ∞ 1445 за принцеса Маргарита Савойска (* 1410, † 1479), вдовица на Луи III Валоа-Анжуйски, от която има един син
- Фридрих I фон Пфалц (* 1 август 1425, Хайделберг; † 12 декември 1476, пак там), пфалцграф и курфюрст на Пфалц (1451 – 1476), ∞ 1471 или 1472 морганатично за Клара Тот (* 1440, † 1520), от която има един син
- Рупрехт фон Пфалц (* 27 февруари 1427, † 16 юли 1480, замък Бланкенщайн, Гладенбах), архиепископ на Курфюрство Кьолн (1463 – 1480)
- Маргарита фон Пфалц (* ок. 1428; † 23 ноември 1466), монахиня в манастира в Либенау

### Първични източници
- (LA) De Allobrogibus libri novem
- (LA) Preuves de l'Histoire généalogique de la royale maison de Savoie, justifiée par titres, .par Guichenon, Samuel

### Библиографски източници
- (FR) Histoire généalogique de la royale maison de Savoie, justifiée par titres, ..par Guichenon, Samuel
- (FR) Preuves de l'Histoire généalogique de la royale maison de Savoie, justifiée par titres, .par Guichenon, Samuel

### Други
- Ludwig III. der Bärtige Kurfürst von der Pfalz (1410 – 1436), Genealogie Mittelalter
- Matilda Principessa de Savoia-Achaea, thepeerage.com
- (EN) PRINCES of ACHAIA, SIGNORI del PIEMONTE - MATHILDE de Savoie, на fmg.ac, Foundation for Medieval Genealogy
- (EN) ELECTORS PALATINE [KURFÜRSTEN von der PFALZ 1410-1559 - MATHILDE de Savoie (LUDWIG Pfalzgraf)], на fmg.ac
- (EN) Savoy 2 - Matilde, на genealogy.euweb.cz, Genealogy
- (EN) Wittel 2 - Matilda of Savoy (Ludwig III "der Bärtige"), на genealogy.euweb.cz